# Dispersión troposférica

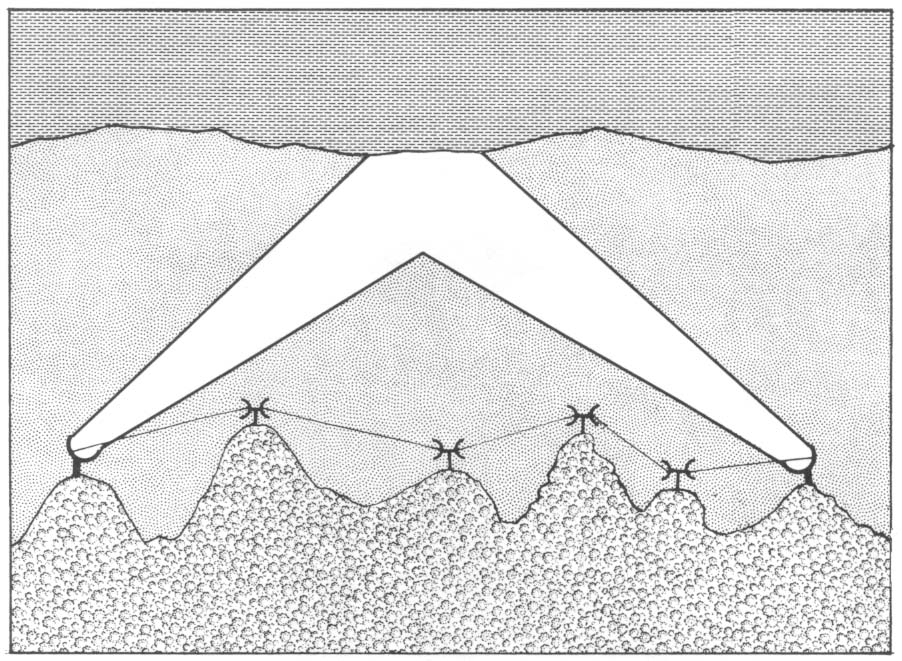
Un sistema de dispersión troposférica puede salvar largas distancias mientras que un sistema de estaciones repetidoras de microondas (debajo) requiere de numerosas estaciones repetidoras a causa de su limitación de línea visual.

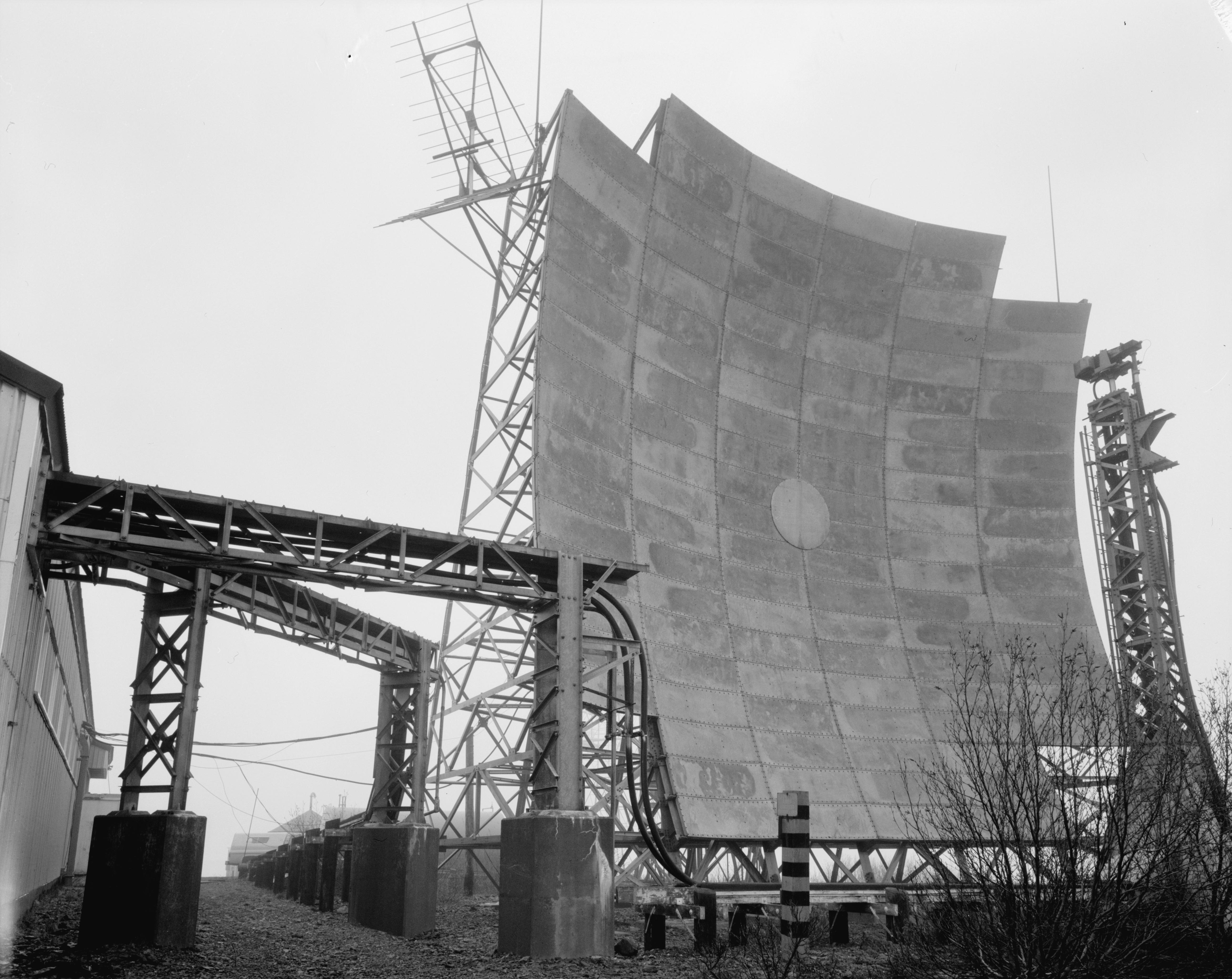
Estación White Alice en Bahía Boswell, Alaska, se observa la antena y alimentador de dispersión troposférica.

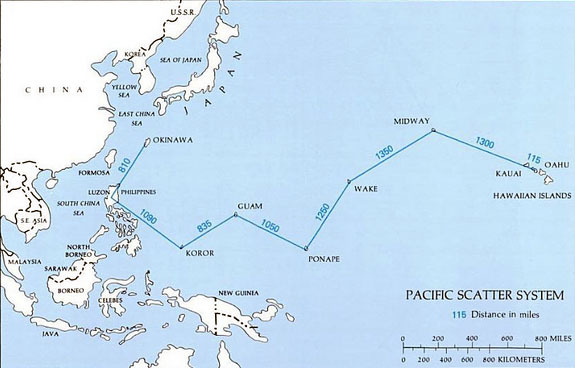
Sistema de Dispersión del Pacífico.

La dispersión troposférica es un método de comunicación con señales de radio de microondas a distancias considerables, a menudo hasta 300 kilómetros, y más dependiendo del terreno y los factores climáticos. Este método de propagación utiliza el fenómeno de dispersión troposférica, donde las ondas de radio en las frecuencias UHF y SHF se dispersan aleatoriamente a medida que pasan a través de las capas superiores de la troposfera. Las señales de radio se transmiten en un haz estrecho dirigido justo por encima del horizonte en la dirección de la estación receptora. A medida que las señales pasan a través de la troposfera, parte de la energía se dispersa hacia la Tierra, lo que permite que la estación receptora capte la señal.
Normalmente, las señales en el rango de frecuencia de microondas viajan en línea recta y, por lo tanto, se limitan a aplicaciones de línea de visión, en las que el transmisor puede "ver" al receptor. Las distancias de comunicación están limitadas por el horizonte visual a alrededor de 50 a 65 km. La dispersión troposférica permite la comunicación por microondas más allá del horizonte. Fue desarrollada en la década de 1950 y utilizada para comunicaciones militares hasta que los satélites de comunicaciones la reemplazaron en gran medida en la década de 1970.
Debido a que la troposfera es turbulenta y tiene una alta proporción de humedad, las señales de radio de dispersión troposférica se refractan y, en consecuencia, las antenas receptoras solo recogen una pequeña proporción de la energía de radio. Las frecuencias de transmisión de alrededor de 2 GHz son las más adecuadas para los sistemas de dispersión troposférica, ya que a esta frecuencia la longitud de onda de la señal interactúa bien con las áreas húmedas y turbulentas de la troposfera, mejorando la relación señal/ruido.